# Бог не помер (фільм)
«Бог не помер» (англ. God's Not Dead) — американський драматичний фільм, який оснований на однойменній книзі Райса Брукса та однойменної пісні Newsboys. Фільм режисера Гарольда Кронка, і актори: Шейн Харпер, Кевін Сорбо, Джим Глісон, Девід Е. Р. Уайт, Марко Хан і Дін Кейн. Фільм вийшов у кінотеатрах навесні 2014, дистриб'ютор — компанія Pure Flix Entertainment.

## Сюжет
Першокурсник християнин Джош Вітон проходить випробування під час його спілкування з професором філософії, атеїстом Редіссон.
На першому ж занятті професор Редіссон вимагає від своїх студентів, щоб вони підписали заяву «Бог помер» для того, щоб отримати залік з предмета. Джош відмовляється. Щоб залишитися в класі, він приймає виклик професора. Він повинен захистити свою віру в існування Бога протягом серії дискусій з професором Редіссон.

## У ролях
- Шейн Харпер — Джош Вітон;
- Кевін Сорбо — Професор Редіссон;
- Девід Е. Р. Вайт — Преподобний Дейв;
- Дін Кейн — Марк.

## Продовження
У 2015 році вийшов фільм Бог не помер 2, а на 2018 рік запланований вихід Бог не помер 3.